# Хлиплівська сільська рада
| Хлиплівська сільська рада — колишній орган місцевого самоврядування у Мостиському районі Львівської області з адміністративним центром у с. Хлиплі. Історична дата утворення: в 1991 році. Сільській раді підпорядковані населені пункти: - с. Хлиплі - с. Судковичі - с. Ятвяги |

## Склад ради
Рада складається з 14 депутатів та голови.

### Керівний склад ради
| ПІБ                       | Основні відомості                                                                              | Дата обрання | Дата звільнення |
| ------------------------- | ---------------------------------------------------------------------------------------------- | ------------ | --------------- |
| Писко Богдан Григорович   | Сільський голова, 1959 року народження, освіта, член Партії промисловців і підприємців України | 26.03.2006   | 31.10.2010      |
| Боцько Михайло Михайлович | Сільський голова, 1958 року народження, освіта вища, безпартійний                              | 31.10.2010   |                 |

Примітка: таблиця складена за даними джерела